# Måns
Mansnamnet Måns är en sydsvensk variant av Magnus, och har använts som dopnamn i Sverige sedan 1400-talet. Betydelsen är den store. På norska stavas namnet Mons. Den danska formen är Mogens, vilken har ett uttal snarlikt det svenska.
Måns har ökat i popularitet ända sedan 1960-talet och var på 1990-talet något av ett modenamn. Namnet har i alla tider varit vanligare i Sydsverige än i resten av landet. Bland de yngsta är Måns ofta ett av de vanligaste namnen i flera sydsvenska kommuner. 31 december 2019 fanns det totalt 6 003 personer i Sverige med namnet Måns, varav 4 655 med det som tilltalsnamn. År 2014 fick 106 pojkar namnet som tilltalsnamn.
Namnsdag i Sverige: 19 augusti. I den finlandssvenska namnsdagslängden har Måns namnsdag 19 augusti sedan starten 1929, då en egen namnsdagskalender togs i bruk för finlandssvenskar.

## Personer med namnet Måns/Mons
- Måns Bryntesson (Lilliehöök), riksråd
- Måns Gahrton, författare
- Måns Herngren, regissör
- Mons Kallentoft, journalist och författare
- Måns Möller, komiker
- Måns Nathanaelson, skådespelare
- Måns Nilsson, komiker
- Måns Nilsson (Svinhufvud), bergsfogde
- Måns Westfelt, skådespelare
- Måns Zelmerlöw, artist och programledare

## Fiktiva
- Elaka Måns – rollfigur i Pelle Svanslös
- Sägnen om herr Måns – folklig förklaring till två stenreliefer över portar i Gamla stan